# Kasteel van Lozer
Het Kasteel van Lozer, Kasteel della Faille d'Huysse of Kasteel van Huise is een kasteel aan de Kasteelstraat en de Appelhoekstraat in Lozer, een deelgemeente van Kruisem, vlak bij het Lozerbos.
Het kasteeldomein met bijgebouwen (poortgebouw, koetshuis, neerhof, dienstgebouwen en een torenvormig tuinpaviljoen) bevindt zich in een uitgestrekt landschapspark met vijvers. De oude kasteelsite werd al in 1080 vermeld en kwam in 16de eeuw in het bezit van Filips van Montmorency; het goed heette in de zeventiende eeuw t Goed Uplosere. In 1654 verwierf grootbaljuw van Gent Jean-Baptiste della Faille het kasteel. Zijn familie (sinds de verheffing van Huise tot baronie in 1736 Della Faille d'Huysse genoemd) bezit het kasteel nog steeds en baat in de bijgebouwen een gastenverblijf uit. Het kasteel werd voor een laatste keer aangepast na 1914 (confer F. De Smet door architect Valentin Vaerwyck) tot zijn huidig neo-Lodewijk XVI-voorkomen. Het huidige bosrijke kasteelpark van 13 hectare is in 1885 aangelegd door tuinarchitect Friedrich Eduard Keilig.

## Afbeeldingen

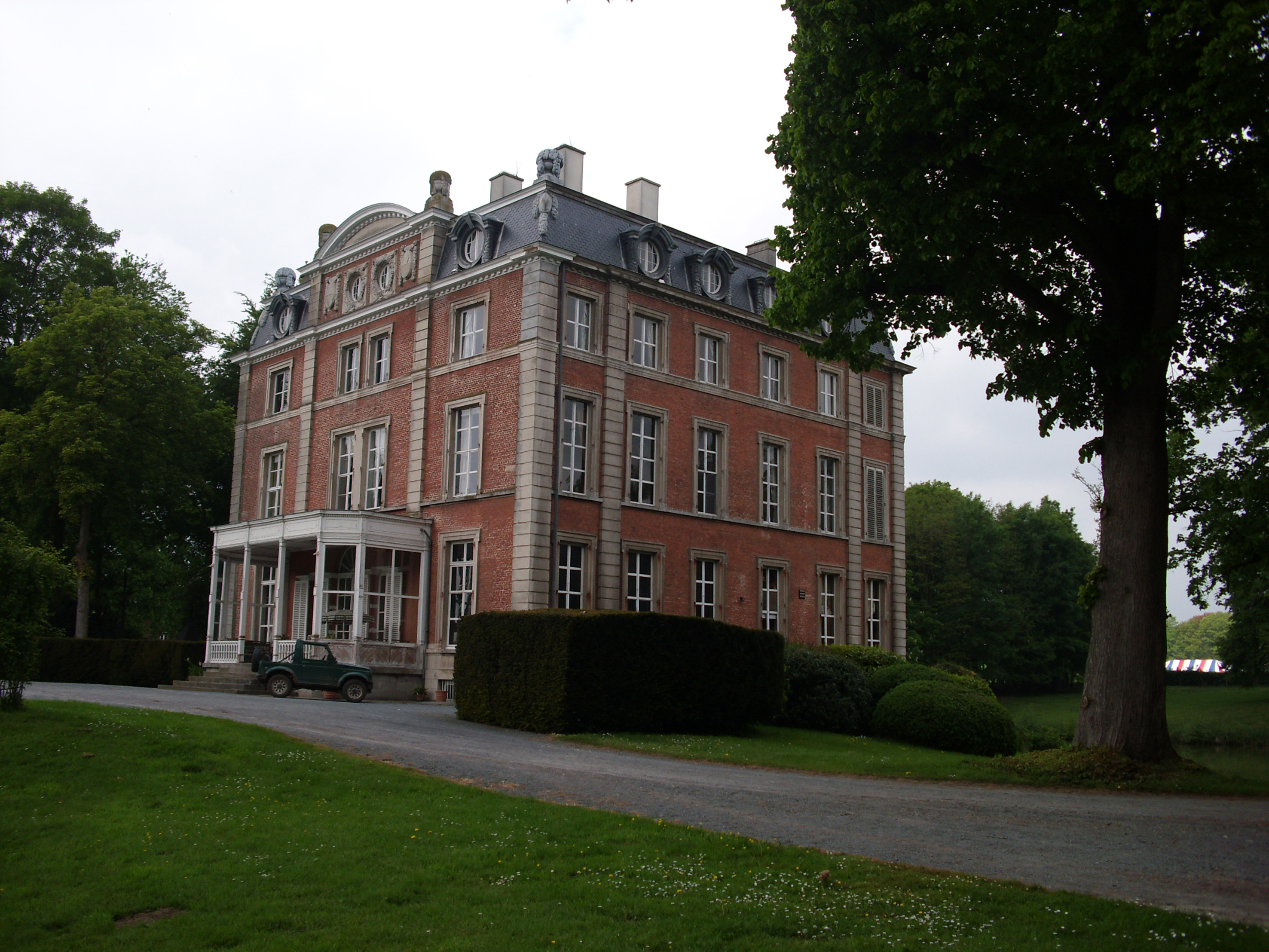
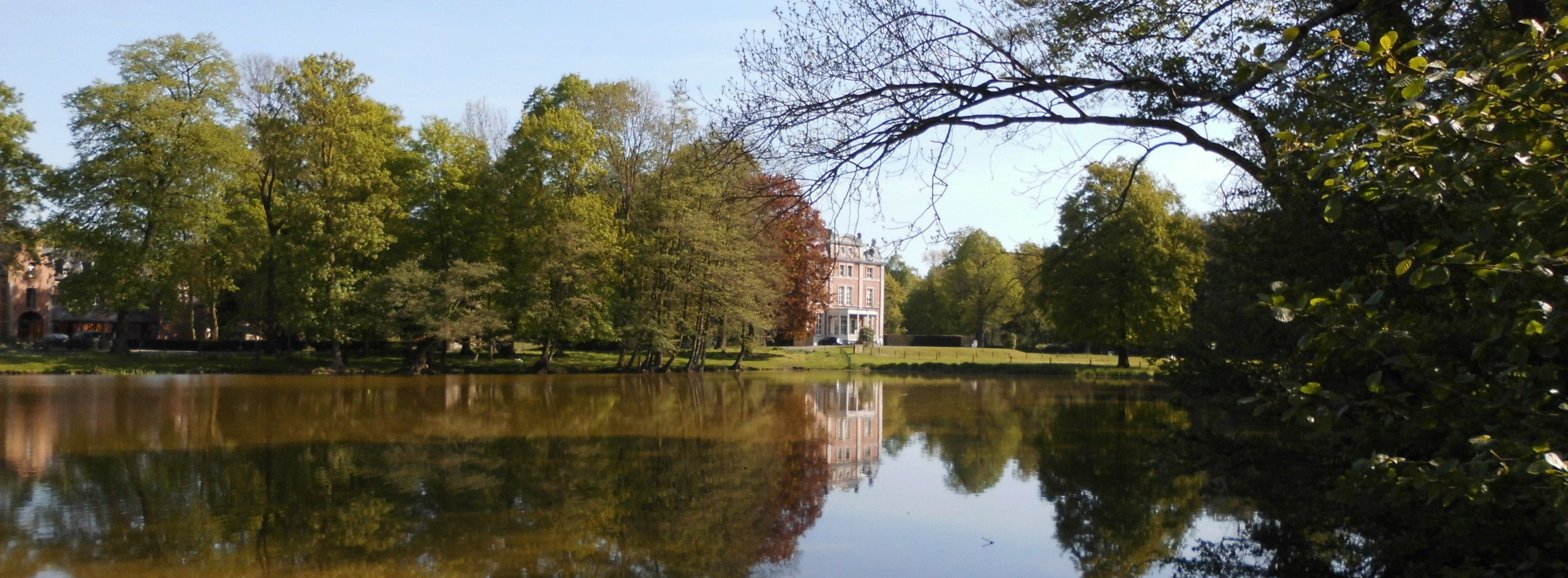
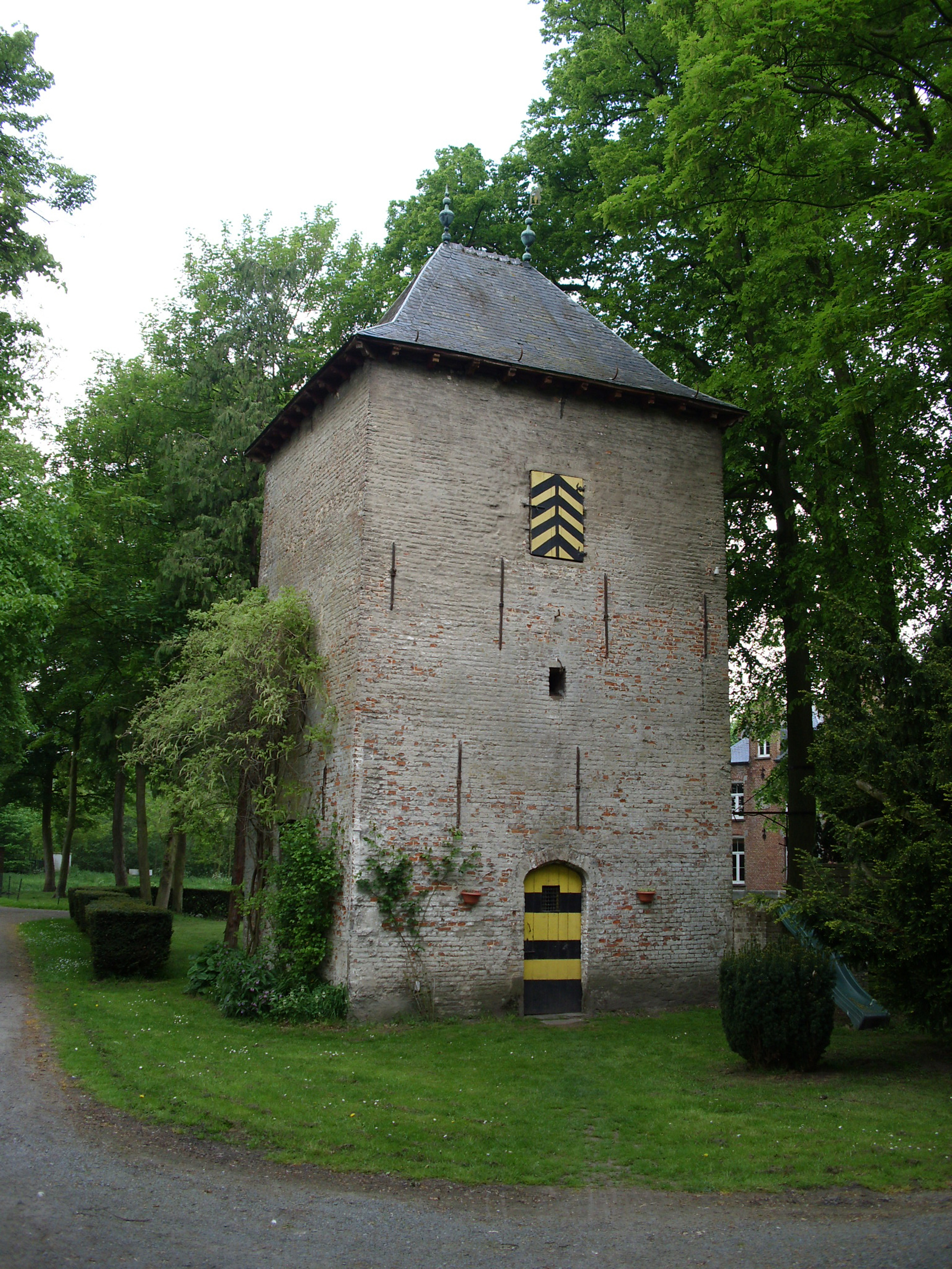